# Dolichosybra apicalis
Dolichosybra apicalis är en skalbaggsart som först beskrevs av Gilmour 1963.  Dolichosybra apicalis ingår i släktet Dolichosybra och familjen långhorningar. Inga underarter finns listade i Catalogue of Life.